# Discografia de Earth, Wind & Fire
A discografia de Earth, Wind & Fire, banda norte-americana, consiste em dezenove álbuns de estúdio, cinco álbuns ao vivo, doze compilações, dezanove álbuns vídeo e cinquenta e sete singles oficiais.

## Álbuns de estúdio
| Ano  | Álbum                       | Posição na parada | Posição na parada | Posição na parada | Certificações | Certificações |
| Ano  | Álbum                       | US 200            | US R&B            | UK                | US            | CAN           |
| ---- | --------------------------- | ----------------- | ----------------- | ----------------- | ------------- | ------------- |
| 1970 | Earth, Wind & Fire          | 172               | 24                | -                 | -             | -             |
| 1971 | The Need of Love            | 89                | 35                | -                 | -             | -             |
| 1972 | Last Days and Time          | 87                | 15                | -                 | -             | -             |
| 1973 | Head to the Sky             | 27                | 2                 | -                 | Platina       | -             |
| 1974 | Open Our Eyes               | 15                | 1                 | -                 | Platina       | -             |
| 1975 | That's the Way of the World | 1                 | 1                 | -                 | 3× Platina    | -             |
| 1976 | Spirit                      | 2                 | 2                 | -                 | 2× Platina    | -             |
| 1977 | All 'N All                  | 3                 | 1                 | 13                | 3× Platina    | Ouro          |
| 1979 | I Am                        | 3                 | 1                 | 5                 | 2× Platina    | Platina       |
| 1980 | Faces                       | 10                | 2                 | 10                | Ouro          | -             |
| 1981 | Raise!                      | 5                 | 1                 | 14                | Platina       | Ouro          |
| 1983 | Powerlight                  | 12                | 4                 | 22                | Ouro          | -             |
| 1983 | Electric Universe           | 40                | 8                 | -                 | -             | -             |
| 1987 | Touch the World             | 33                | 3                 | -                 | Ouro          | -             |
| 1990 | Heritage                    | 70                | 19                | -                 | -             | -             |
| 1993 | Millennium                  | 39                | 8                 | -                 | -             | -             |
| 1997 | In the Name of Love         | -                 | 50                | -                 | -             | -             |
| 2003 | The Promise                 | 89                | 19                | -                 | Platina       | -             |
| 2005 | Illumination                | 32                | 8                 | -                 | Ouro          | -             |

## Compilações e álbuns ao vivo
| Ano  | Álbum                                                   | Posição na parada | Posição na parada | Posição na parada | Certificações | Certificações |
| Ano  | Álbum                                                   | US 200            | US R&B            | UK                | US            | CAN           |
| ---- | ------------------------------------------------------- | ----------------- | ----------------- | ----------------- | ------------- | ------------- |
| 1975 | Gratitude                                               | 1                 | 1                 | -                 | 3× Platina    | -             |
| 1978 | The Best of Earth, Wind & Fire, Vol. 1                  | 6                 | 3                 | 6                 | 5× Platina    | Platina       |
| 1981 | Oakland Live 12-31-1981                                 | -                 | -                 | -                 | -             | -             |
| 1986 | The Collection - 24 Essential Hits                      | -                 | -                 | 5                 | -             | -             |
| 1988 | The Best of Earth, Wind & Fire, Vol. 2                  | 190               | 74                | -                 | Ouro          | -             |
| 1992 | The Eternal Dance                                       | -                 | -                 | -                 | -             | -             |
| 1992 | The Very Best of Earth, Wind & Fire                     | -                 | -                 | 40                | -             | -             |
| 1995 | Definitive Collection                                   | -                 | -                 | -                 | -             | -             |
| 1995 | Live in Velvarre                                        | -                 | -                 | -                 | -             | -             |
| 1996 | Elements of Love: Ballads                               | -                 | -                 | -                 | -             | -             |
| 1996 | Greatest Hits Live                                      | -                 | 75                | -                 | -             | -             |
| 1996 | Boogie Wonderland - The Very Best of Earth, Wind & Fire | -                 | -                 | 29                | -             | -             |
| 1998 | Super Hits                                              | -                 | -                 | -                 | -             | -             |
| 1998 | Greatest Hits                                           | -                 | -                 | -                 | -             | -             |
| 1999 | The Ultimate Collection                                 | -                 | -                 | 34                | -             | -             |
| 2002 | The Essential Earth, Wind & Fire                        | -                 | 91                | -                 | Ouro          | -             |
| 2002 | That's the Way of the World: Alive in 75                | -                 | -                 | -                 | -             | -             |
| 2003 | EWF Live in Rio                                         | -                 | -                 | -                 | -             | -             |
| 2004 | Love Songs                                              | -                 | -                 | -                 | -             | -             |

## Singles
| Ano  | Single                                          | Posições na parada | Posições na parada | Posições na parada | Posições na parada |                                        |
| Ano  | Single                                          | US Hot 100         | US R&B             | US Dance           | UK Singles         | Álbum                                  |
| ---- | ----------------------------------------------- | ------------------ | ------------------ | ------------------ | ------------------ | -------------------------------------- |
| 1970 | "Love Is Life"                                  | 93                 | 43                 | -                  | -                  | Earth, Wind and Fire                   |
| 1971 | "I Think About Lovin' You"                      | -                  | 44                 | -                  | -                  | The Need of Love                       |
| 1973 | "Evil"                                          | 50                 | 25                 | -                  | -                  | Head to the Sky                        |
| 1973 | "Keep Your Head to the Sky"                     | 52                 | 23                 | -                  | -                  | Head to the Sky                        |
| 1974 | "Mighty Mighty"                                 | 29                 | 4                  | -                  | -                  | Open Our Eyes                          |
| 1974 | "Kalimba Story"                                 | 55                 | 6                  | -                  | -                  | Open Our Eyes                          |
| 1974 | "Devotion"                                      | 33                 | 23                 | -                  | -                  | Open Our Eyes                          |
| 1975 | "Hot Dawgit" (com Ramsey Lewis)                 | 50                 | 61                 | -                  | -                  | Sun Goddess                            |
| 1975 | "Shining Star"                                  | 1                  | 1                  | -                  | -                  | That's the Way of the World            |
| 1975 | "Sun Goddess" (com Ramsey Lewis)                | 44                 | 20                 | 14                 | -                  | Gratitude                              |
| 1975 | "That's the Way of the World"                   | 12                 | 5                  | -                  | -                  | That's the Way of the World            |
| 1975 | "Sing a Song"                                   | 5                  | 1                  | 5                  | -                  | Gratitude                              |
| 1976 | "Can't Hide Love"                               | 39                 | 11                 | -                  | -                  | Gratitude                              |
| 1976 | "Getaway"                                       | 12                 | 1                  | 12                 | -                  | Spirit                                 |
| 1976 | "Saturday Nite"                                 | 21                 | 4                  | 12                 | 17                 | Spirit                                 |
| 1976 | "On Your Face"                                  | -                  | 26                 | -                  | -                  | Spirit                                 |
| 1977 | "Serpentine Fire"                               | 13                 | 1                  | -                  | -                  | All 'N All                             |
| 1978 | "Fantasy"                                       | 32                 | 12                 | -                  | 14                 | All 'N All                             |
| 1978 | "Jupiter"                                       | -                  | -                  | -                  | 41                 | All 'N All                             |
| 1978 | "Magic Mind"                                    | -                  | -                  | -                  | 54                 | All 'N All                             |
| 1978 | "Got to Get You into My Life"                   | 9                  | 1                  | -                  | 33                 | The Best of Earth, Wind & Fire, Vol. 1 |
| 1978 | "September"                                     | 8                  | 1                  | -                  | 3                  | The Best of Earth, Wind & Fire, Vol. 1 |
| 1979 | "Boogie Wonderland" (apresentando The Emotions) | 6                  | 2                  | 14                 | 4                  | I Am                                   |
| 1979 | "After the Love Has Gone"                       | 2                  | 2                  | -                  | 4                  | I Am                                   |
| 1979 | "In the Stone"                                  | 58                 | 23                 | -                  | 53                 | I Am                                   |
| 1979 | "Star"                                          | 64                 | 47                 | -                  | 16                 | I Am                                   |
| 1979 | "Can't Let Go"                                  | -                  | -                  | -                  | 46                 | I Am                                   |
| 1980 | "Let Me Talk"                                   | 44                 | 8                  | 85                 | 29                 | Faces                                  |
| 1980 | "You"                                           | 48                 | 10                 | -                  | -                  | Faces                                  |
| 1980 | "Back on the Road"                              | -                  | -                  | -                  | 63                 | Faces                                  |
| 1981 | "Let's Groove"                                  | 3                  | 1                  | 3                  | 3                  | Raise!                                 |
| 1981 | "And Love Goes On"                              | 59                 | 15                 | -                  | -                  | Raise!                                 |
| 1981 | "Wanna Be with You"                             | 51                 | 15                 | -                  | -                  | Raise!                                 |
| 1981 | "I've Had Enough"                               | -                  | -                  | 3                  | 29                 | Raise!                                 |
| 1983 | "Fall in Love with Me"                          | 17                 | 4                  | 31                 | 47                 | Powerlight                             |
| 1983 | "Side by Side"                                  | 76                 | 15                 | -                  | -                  | Powerlight                             |
| 1983 | "Spread Your Love"                              | -                  | 57                 | -                  | -                  | Powerlight                             |
| 1983 | "Magnetic"                                      | 57                 | 10                 | 36                 | 92                 | Electric Universe                      |
| 1983 | "Dance, Dance, Dance"                           |                    |                    |                    |                    | nunca lançado                          |
| 1987 | "System of Survival"                            | 60                 | 1                  | 1                  | 54                 | Touch the World                        |
| 1987 | "Thinking of You"                               | 67                 | 3                  | 1                  | 94                 | Touch the World                        |
| 1987 | "Evil Roy"                                      | -                  | 22                 | 38                 | -                  | Touch the World                        |
| 1987 | "You and I"                                     | -                  | 29                 | -                  | -                  | Touch the World                        |
| 1988 | "Turn On (The Beat Box)"                        | -                  | 26                 | -                  | -                  | The Best of Earth, Wind & Fire, Vol. 2 |
| 1990 | "For the Love of You"                           | -                  | 19                 | -                  | -                  | Heritage                               |
| 1990 | "Heritage"                                      | -                  | 5                  | -                  | -                  | Heritage                               |
| 1990 | "Wanna Be the Man"                              | -                  | 46                 | -                  | -                  | Heritage                               |
| 1993 | "Sunday Morning"                                | 53                 | 20                 | -                  | -                  | Millennium                             |
| 1993 | "Spend the Night"                               | -                  | 42                 | -                  | -                  | Millennium                             |
| 1993 | "Two Hearts"                                    | -                  | 88                 | -                  | -                  | Millennium                             |
| 1997 | "Revolution"                                    | -                  | 89                 | -                  | -                  | In the Name of Love                    |
| 1999 | "September 1999"                                | -                  | -                  | -                  | 25                 | -                                      |
| 2003 | "All in the Way"                                | -                  | 77                 | -                  | -                  | The Promise                            |
| 2005 | "Pure Gold"                                     | -                  | 76                 | -                  | -                  | Illumination                           |

## Vídeos
- Earth, Wind, & Fire in Concert (1982, Crystalite productions)
- Earth, Wind, & Fire Live in Japan (1990)
- Earth, Wind, & Fire Live-1994 ( (c) 1995 MM Image Entertainment, Inc.) (último vídeo ao vivo de Maurice White)
- Earth, Wind, & Fire Live at Montreux-1997 ((c)2004 Eagle Rock Entertainment, Plc.)
- Live by Request | Earth, Wind, & Fire-1999 Automatic Productions, Inc.
- Earth, Wind, & Fire-Shining Stars: The official Story of Earth, Wind, & Fire ( (c) 2001 Eagle Rock Entertainment, Plc)
- Chicago/Earth, Wind & Fire - Live at the Greek Theatre ( (c) 2004 MMV Image Entertainment, Inc.)